# TV3 (Katalónia)
A TV3 Katalónia első közszolgálati televíziótársasága. Tulajdonosa a Katalán Televízió, a CCRTV leányvállalata. A TV3 csak katalán nyelven sugározza műsorait. A TV3 alapító tagja a FORTÁnak, a Spanyol Autonóm Közösségek Rádió és Televíziótársaságainak Szövetségének.

## Története

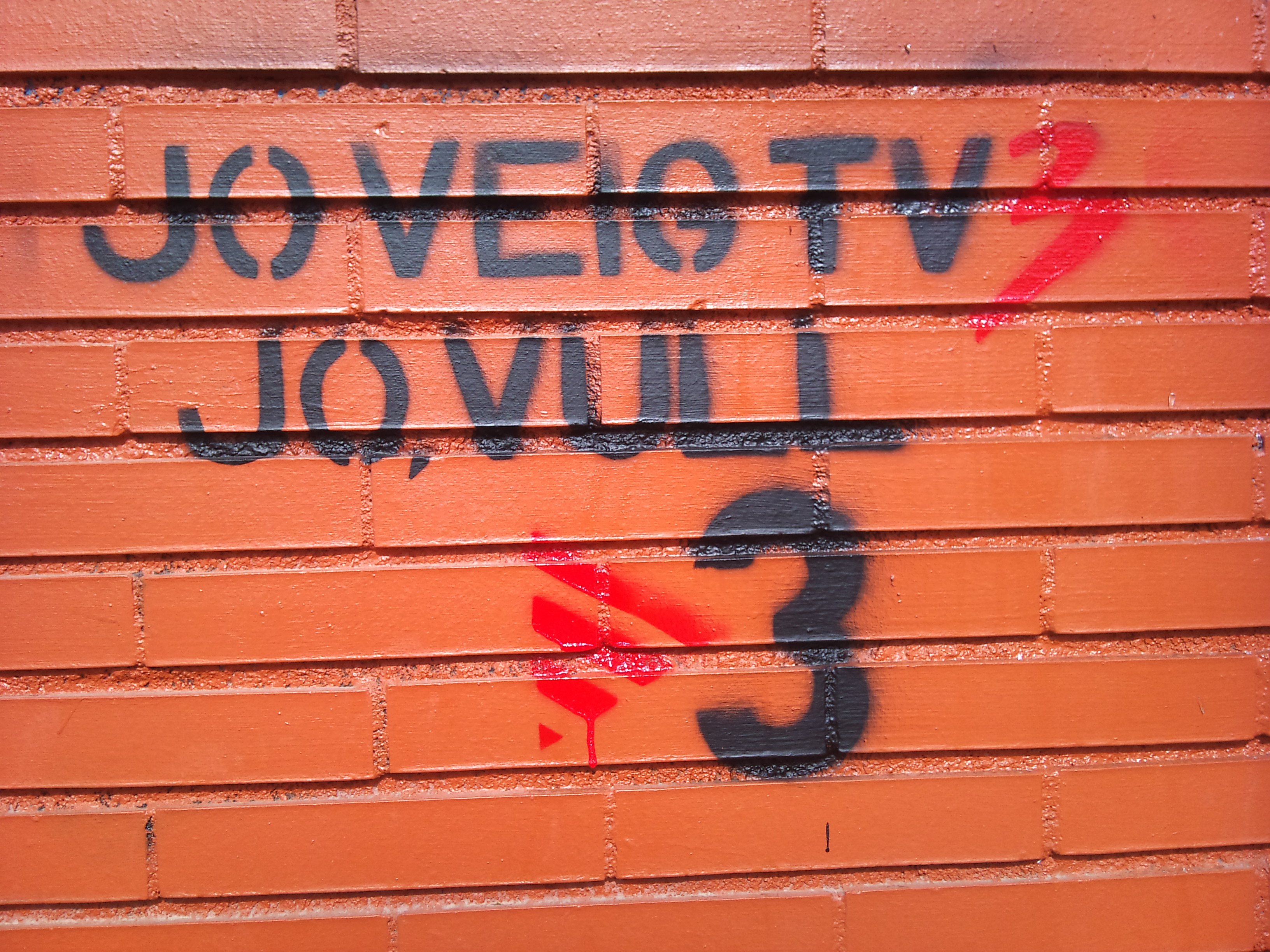

A TV3 1983. szeptember 11-én kezdte sugárzását, mely Katalónia Nemzeti Napja, de a rendszeres műsorszolgáltatás csak néhány hónappal később, 1984. január 16-án indult el. A TV3 volt az első csatorna, mely csak Katalónia területén sugározta műsorát. 1985-ben kezdte el adásait közvetíteni Andorrában, a Baleár-szigeteken, valamint Valencia autonóm közösségben, melyek szintén a katalán nyelvterülethez tartoznak. Egy évvel később avatták fel a székházát a társaságnak, Sant Joan Despíben, Barcelona mellett. 2007. április 23-án elindult a csatorna nagy felbontású sugárzása, TV3 HD néven.

## Korábbi logók

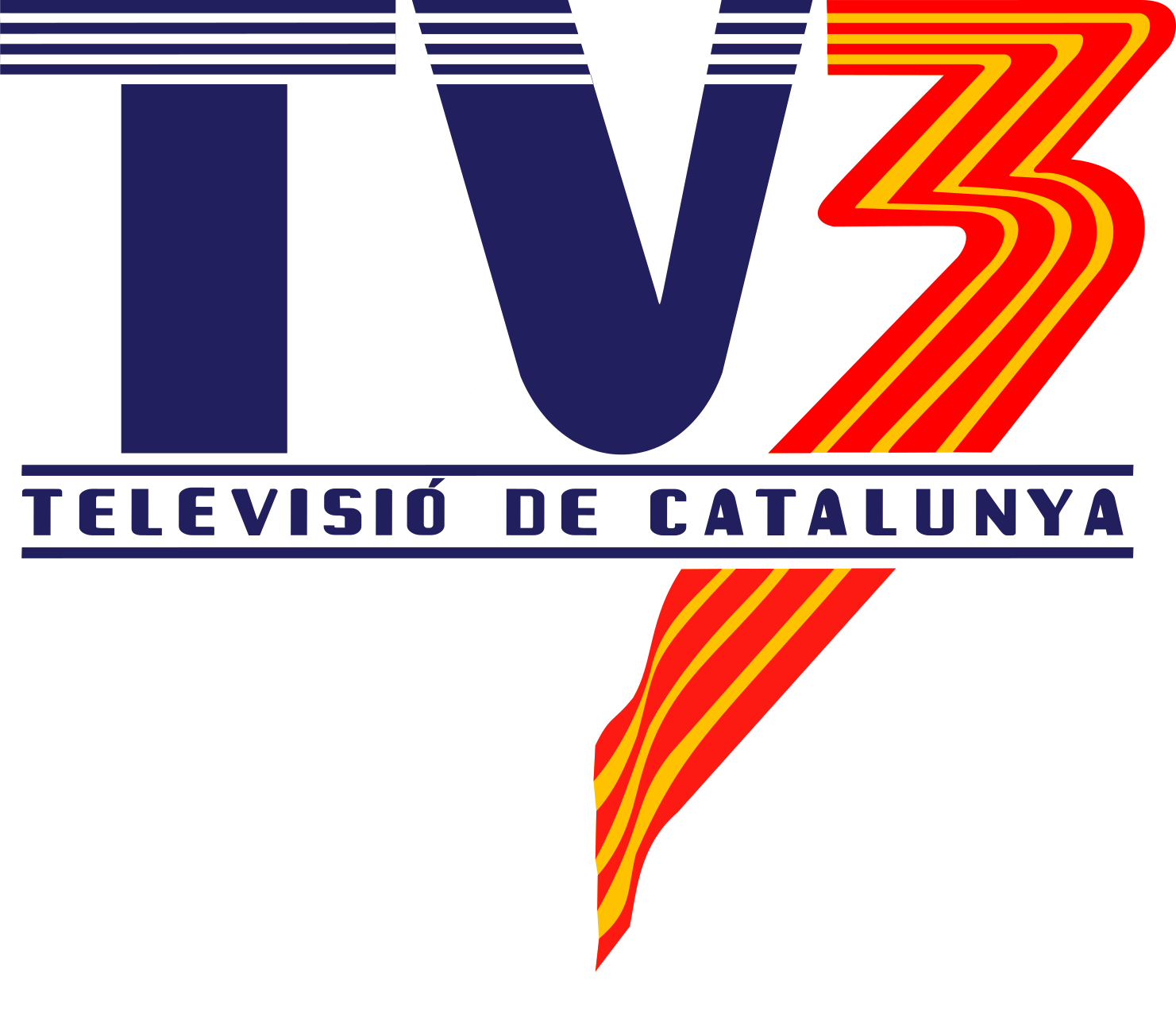
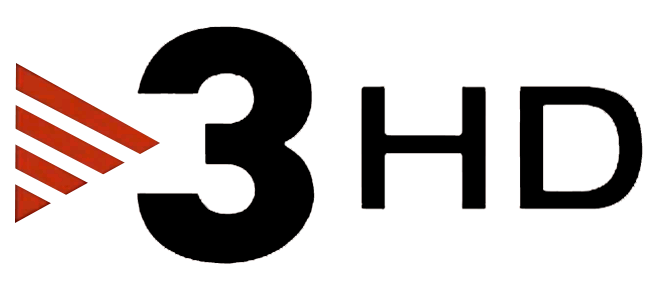